# Rio Mitcham
Lewis Davey, né le 30 août 1999 à Shifnal, est un athlète britannique, spécialiste du 400 mètres.

## Biographie
Il remporte en juin 2021 la médaille d'argent au championnat d'athlétisme d'Angleterre des moins de 23 ans sur 400 mètres. En juillet 2022, aux Championnats britanniques, Mitcham réalise son record personnel pour se qualifier pour la finale, puis remporte la médaille de bronze en améliorant son record avec une course en 44,92s.
Il participe aux séries du relais 4 x 400 m lors des championnats d'Europe 2022 à Munich, mais laissera sa place pour la finale qui est remporté par le relais britannique dans le temps de 2 min 59 s 35.
Sélectionné pour les Championnats du monde d'athlétisme 2023 à Budapest en août 2023, il participe au relais mixte 4 × 400 m ; il remporte la médaille d'argent avec un nouveau record national en 3 min 11 s 06.

## Palmarès
| Date | Compétition           | Lieu     | Résultat | Épreuve                              | Temps         |
| ---- | --------------------- | -------- | -------- | ------------------------------------ | ------------- |
| 2022 | Championnats d'Europe | Munich   | 1er      | 4 x 400 m (participation aux séries) | 2 min 59 s 35 |
| 2023 | Championnats du monde | Budapest | 2e       | 4 x 400 m mixte                      | 3 min 11 s 06 |
| 2023 | Championnats du monde | Budapest | 3e       | 4 × 400 m                            | 2 min 58 s 71 |

## Records
| Épreuve | Temps   | Lieu   | Date         |
| ------- | ------- | ------ | ------------ |
| 400 m   | 45 s 60 | Genève | 10 juin 2023 |